# Nabringhen
Nabringhen là một xã trong tỉnh Pas-de-Calais thuộc vùng Hauts-de-France của Pháp.

## Địa lý
Nabringhen có cự ly khoảng 12 dặm (19 km) về phía đông Boulogne, tại giao lộ của các tuyến đường N42 với D224 và D206.

## Dân số
| 1962                                                              | 1968 | 1975 | 1982 | 1990 | 1999 | 2006 |
| ----------------------------------------------------------------- | ---- | ---- | ---- | ---- | ---- | ---- |
| 134                                                               | 144  | 165  | 170  | 154  | 155  | 165  |
| Số liệu điều tra dân số tính từ năm 1962, dân số chỉ tính một lần |      |      |      |      |      |      |

## Địa điểm nổi bật
- Nhà thờ St.Marguerite, thế kỷ 16.